# Dikobrazočelistní
Dikobrazočelistní (Hystricognathi) jsou infrařád hlodavců (někdy uváděn jako podřád), jehož charakteristickou vlastností je struktura jejich lebky. Jejich velký sval žvýkací (m. masseter) prochází částečně otvorem v horní čelisti (foramen infraorbitale) a je připojen ke kosti z druhé strany.
Dikobrazočelistní zahrnují 18 čeledí, které jsou rozděleny na dvě skupiny (parvřády) Phiomorpha a Caviomorpha. Caviomorpha jsou většinou původní v Jižní Americe, několik druhů se však vyskytuje i v Karibiku a Severní Americe. Hlodavci skupiny Phiomorpha se naopak vyskytují ve Starém světě.

## Čeledi skupiny Phiomorpha
- Rypošovití (Bathyergidae)
  - Rypoš lysý (Heterocephalus glaber, někdy zařazován do zvláštní čeledi Heterocephalidae)
- Dikobrazovití (Hystrididae)
- Skalní krysy (Petromuridae)
- Řekomyšovití (Thyonomyidae)

## Čeledi skupiny Caviomorpha
- Činčilákovití (Abrocomidae)
- Hutiovití (Capromyidae)
- Morčatovití (Caviidae)
- Činčilovití (Chimchillidae)
- Tukotukovití (Ctenomyidae)
- Pakovití (Cuniculidae)
- Agutiovití (Dasyproctidae)
- Pakaranovití (Dinomyidae)
- Korovití (Echimyidae)
- Urzonovití (Erethizontidae)
- Nutriovití (Myocastoridae)
- Osmákovití (Octodontidae)